# Cratere Satka
Satka  è un cratere sulla superficie di Marte.